# 月城公交
月城公交全稱為西昌月城公共交通有限公司，由西昌公交與匯通公交合併而來，為西昌市唯一的提供公共汽車服務的混合所有制城市公交企業。主要運營來往西昌市區的市內線路以及來往周圍各個鄉鎮郊區的長途線路，亦提供包車服務以及機場聯絡服務。
現時月城公交運營的線路共有22條市區線及15條郊區線。

## 歷史

### 合併前

#### 21世紀初期
- 坊間曾多次傳出西昌公交與匯通公交合併之消息，隨後便不了了之。

### 合併準備期間

#### 2017年
- 6月26日

西昌月城公共交通有限公司运营动员大会在西客站会议室举行。凉山州交通局副局长林芳、州运管处处长杨勇、西昌市委常委、宣传部部长唐军、西昌市交通运输局局长张荣寿出席会议。西昌市公交公司、汇通公司近300名职工参加会议。会议由西昌市政协副主席朱明主持。

### 合併後

#### 2017年
- 7月1日

西昌公交與匯通公交合併，西昌月城公共交通有限公司成立。
- 9月1日

月城公交進行首次票價調整，原有成人票價1元人民幣之線路均上漲至2元。階梯票價之線路最低成人車資由1元上漲至2元，里程附加票價不變。中小學生僅在持有“西昌市公共交通公司中小學生乘車IC卡”的情況下享受單一制票價線路半價優惠，階梯票價之線路最低車資半價優惠，長者優惠不變。
- 10月1日

月城一卡通發行，該卡片同時支持全國交通一卡通互聯互通。
- 11月1日

月城公進行首次線路重組。取消20路及17路（後只取消20路服務，17路保留服務）；10路服務延長經河東大道及航天大道東延線至陽光學校；11路縮短至高梘鄉政府；106路取消環形服務，東端終點為核桃村站；108路取消環形服務，終點為市委黨校站。
同日，月城公交採購之53輛宇通新能源客車投入2路、4路、7路、8路、13路服務。

#### 2018年
- 1月1日

舊有“西昌市公共交通公司乘車IC卡”停用。

## 管理層
- 董事長：卿樹國
- 監事會主席：陳義忠
- 總經理：陳文彬

## 車廠
現時月城公交使用中的車廠有：
1. 勝利北路車廠（亦為總部所在地）
2. 川興車廠

已廢止的車廠有：
1. 五十四隊車廠（已改建為公交家園）
2. 體育館臨時車廠（已改建為西昌市政務中心公眾停車場）
3. 塑像車廠（已徹底拆除並改建為達達春天百貨公司）